# Croton palmeri
Espèce
Croton palmeri est une espèce de plantes à fleurs du genre Croton et de la famille des Euphorbiaceae, présente au Mexique (État de Mexico, Coahuila).
Il a pour synonyme :
- Croton palmeri var. ovalis, Fernald